# Daijirō Katō
Daijirō Katō (jap. 加藤大治郎 Katō Daijirō; ur. 4 lipca 1976 w Saitamie, zm. 20 kwietnia 2003 w Suzuce) – japoński kierowca motocyklowy, zginął wskutek obrażeń po wypadku na torze Suzuka.

## Kariera
Katō zadebiutował podczas Grand Prix Japonii w 1996 r. w klasie 250 cm³ i jako jeździec z dziką kartą wywalczył pierwsze podium w pierwszym wyścigu. 
W 1997 po raz drugi otrzymał dziką kartę w GP Japonii i wygrał swój drugi wyścig. Ten sam wyczyn powtórzył w kolejnym sezonie, ale dopiero w 2000 roku, gdzie zaliczył pełny sezon, obfitujący w wysokie pozycje: 9 razy na podium, w tym 4 zwycięstwa. Pozwoliło to ukończyć mu sezon na 3. pozycji. Został uhonorowany nagrodą „Rookie of the Year”, dla najlepszego debiutanta roku. 
Sezon 2001 to spektakularne wyścigi, które odbywały się pod jego dyktando. Taktyka Katō polegała na tym, iż od razu po starcie wysuwał się na czoło wyścigu i uzyskiwał ogromną przewagę nad rywalami, czego efektem było 11 zwycięstw (z 13 podiów) i tytuł mistrzowski. 
Po udanym sezonie przeniósł się do klasy wyżej, ale gorszy motocykl (Honda NSR 500) sprawił, iż Katō zakończył sezon z dorobkiem tylko 117 punktów i tylko dwa razy był na podium. 
W sezonie 2002 nastąpiła zmiana przepisów i kiedy większość kierowców ścigała się na motocyklach czterosuwowych Daijirō miał do dyspozycji przez długi czas gorszy motocykl dwusuwowy, co nie przeszkodziło mu jednak w zdobyciu nagrody „Rookie of the Year” po raz kolejny. 
W sezonie 2003 Katō dysponował już czterosuwową Hondą w zespole Fausto Gressini. Wydawało się, że to tylko kwestia czasu, zanim zacznie święcić triumfy w najwyższej klasie, jednak jego passę przerwał wypadek na torze Suzuka podczas pierwszej eliminacji sezonu GP Japonii, które odbyło się 6 kwietnia 2003. Z poważnymi obrażeniami ciała w stanie śpiączki, przewieziono go do szpitala, gdzie zmarł 20 kwietnia o 00:42 (czasu japońskiego JST), dwa tygodnie po wypadku pozostawiając żonę i dwoje dzieci. 